# Roscatha
Roscatha is een compositie van Arnold Bax.
Het symfonisch gedicht is ontstaan uit de aanzetten tot Bax’ onvoltooide opera Deirdre. Basisidee was volgens de bijtitel The gathering of chiefs een strijdhymne (Gaelic: Rosc-catha) in de opera te plaatsen, het werd dus een zelfstandig werk. Roscatha is tevens het derde deel van de officieuze suite Eire (Bax was verknocht aan Ierland. De eerste twee kregen de titels Into the twilight en In the faëry hills. Bax heeft nooit een publieke uitvoering van Roscatha gehoord; het kreeg pas in 1970 haar première. In 2014 was het voorts te horen tijdens de Promsconcerten in Londen.
Chandos legde het werk een keer vast; in 1985 leidde Bryden Thomson het Ulster Orchestra (in 2017 de enige opname).
Orkestratie:
- 3 dwarsfluiten, 1 piccolo, 2  hobo’s,  1 althobo, 3 klarinetten, 1 basklarinet, 2 fagotten, 1 contrafagot
- 4 hoorns, 3 trompetten, 3 trombones, 1 tuba
- pauken, percussie
- violen, altviolen, celli, contrabassen